# VANTAs
As matrizes de nanotubos de carbono alinhadas verticalmente (VANTAs) são uma microestrutura única que consiste em nanotubos de carbono orientados com o seu eixo longitudinal perpendicular a uma superfície do substrato. Estas VANTAs preservam efectivamente e frequentemente acentuam as propriedades anisotrópicas únicas dos nanotubos de carbono individuais e possuem uma morfologia que pode ser controlada com precisão. As VANTAs são, consequentemente, amplamente úteis numa série de aplicações actuais e potenciais de dispositivos.

## Aplicações actuais

### Dispositivos de emissão de campo
Os CNTs têm rácios de aspecto elevados (comprimento dividido pelo diâmetro) e induzem intensidades muito elevadas do campo eléctrico local em torno das pontas. A emissão de campo em sólidos ocorre em campos eléctricos intensos e depende fortemente da função de trabalho do material emissor. Numa disposição de placas paralelas, o campo macroscópico Emacro entre as placas é dado por Emacro = V/d, onde d é a separação das placas e V a tensão aplicada. Se um objecto cortante for criado numa placa, então o campo local Elocal no seu ápice é maior do que Emacro e pode ser relacionado com ele: Elocal=γ×Emacro O parâmetro γ é chamado factor de melhoramento do campo e é basicamente determinado pela forma do objecto. Os factores típicos de melhoramento do campo que vão de 30.000 a 50.000 podem ser obtidos a partir de CNTs individuais, tornando assim o VANTAs um dos melhores materiais emissores de electrões.

#### Absorvedor de corpo negro
As VANTAs oferecem uma superfície de absorção de luz única devido ao seu índice de refracção extremamente baixo e à rugosidade da superfície em nanoescala dos CNT alinhados. Yang et al. demonstraram que as VANTAs de baixa densidade exibem uma reflectância difusa ultraleve de 1 × 10-7 com uma reflectância total integrada correspondente de 0,045%. Embora os revestimentos negros VANTAs devam ser directamente transferidos ou cultivados em substratos, ao contrário dos revestimentos negros que consistem em redes aleatórias de CNTs que podem ser processadas em tintas CNT, eles são considerados o material mais negro feito pelo homem na terra.
Os absorvedores de corpo negro VANTA são assim úteis como absorvedores de luz difusa para melhorar a resolução de espectroscópios sensíveis, telescópios, microscópios, e dispositivos de detecção óptica. Vários produtos comerciais de revestimento óptico negro, tais como Vantablack e adVANTA nanotube optical blacks, foram produzidos a partir de revestimentos VANTA. Os absorvedores VANTA podem também aumentar a absorção de calor em materiais utilizados na tecnologia de energia solar concentrada, bem como em aplicações militares, tais como camuflagem térmica. As exposições visuais dos absorvedores VANTA despertaram o interesse de artistas que também procuram beneficiar do apagamento das sombras da superfície rugosa. Recentemente, Vantablack foi utilizado pelo artista Asif Khan para criar o Pavilhão Hyundai em Pyeongchang para os Jogos Olímpicos de Inverno de 2018.

#### Cordas de fibra de carbono
As VANTAs podem ser processadas através de soluções voláteis ou torcidas para condensar em fios ou cordas de CNT fiados. Jiang et al. demonstraram um método de fiação e torção que forma um fio CNT a partir de uma VANTA que dá origem tanto a uma secção transversal redonda como a uma resistência à tracção de cerca de 1 GPa. A resistência à tracção dos fios de CNT fiados a partir de matrizes de CNT ultra-longas de 1 mm de altura pode variar de 1,35 a 3,3 GPa.

#### Chapas unidireccionais
Lui et al. descrevem formas de controlar as propriedades físicas das folhas fiadas a partir de matrizes de CNT, incluindo a espessura da película catalisadora, para controlar a distribuição do diâmetro do tubo e o tempo de crescimento para controlar o comprimento do tubo. Estas propriedades podem ser utilizadas para controlar as propriedades eléctricas e ópticas da folha fiada a partir da matriz. As folhas podem ser úteis em aplicações científicas, tais como a polarização da luz através da folha (o grau de polarização também pode ser controlado pela temperatura da folha).

#### Películas adesivas
Estudos de biomimética dirigidos a replicar a aderência de pés de osga em superfícies lisas relataram sucesso utilizando VANTA como película adesiva seca. Qu et al. conseguiu demonstrar películas VANTA que exibiam forças adesivas macroscópicas de ~100 newtons por centímetro quadrado, o que é quase 10 vezes superior ao de um pé de osga. Isto foi conseguido através do ajuste das condições de crescimento da VANTA para formar cachos no final dos CNTs, que proporcionam interacções interfaciais mais fortes, mesmo com uma superfície lisa. Qu et al. demonstraram também que as propriedades adesivas eram menos sensíveis à temperatura do que a super-cola e a fita adesiva.
As VANTAs permitem o desenvolvimento de novos sensores e/ou chips de sensores sem a necessidade de manipulação directa de nanotubos individuais. A estrutura alinhada dos nanotubos proporciona ainda uma grande área de superfície bem definida e a capacidade de modificar a superfície do nanotubo de carbono com vários materiais de transdução para aumentar eficazmente a sensibilidade e alargar o âmbito dos analitos a serem detectados. Wei et al. relataram um sensor de gás fabricado cobrindo parcialmente uma VANTA com um revestimento de polímero de cima para baixo ao longo do seu comprimento de tubo, depositando uma gota de solução polimérica (por exemplo, poli(acetato de vinilo), PVAc, poliisopreno, PI) sobre a película nanotubular, invertendo a película composta como uma película de pé livre, e depois revestindo duas tiras de eléctrodos de ouro através das matrizes nanotubulares que se encontravam salientes da matriz do polímero. Foi demonstrado que o dispositivo flexível VANTA detectava com sucesso os vapores químicos através da monitorização das alterações de condutividade causadas pela interacção carga-transferência com as moléculas de gás e/ou as alterações de distância entre tubos induzidas pelo inchaço do polímero através da absorção de gás. Até à data, os CNTs mostraram sensibilidades em relação a gases como NH3, NO2, H2, C2H4, CO, SO2, H2S, e O2.

#### Sensor biológico
As VANTAs actuam como florestas de fios moleculares para permitir a comunicação eléctrica entre o eléctrodo subjacente e uma entidade biológica. As principais vantagens das VANTAs são o nano tamanho do elemento sensor CNT e a correspondente pequena quantidade de material necessário para uma resposta detectável. As matrizes de CNT bem alinhadas têm sido utilizadas para funcionar como sensores de ácido ribonucleico (RNA), sensores de enzimas, sensores de ADN, e até sensores de proteínas. VANTAs semelhantes de MWNT, cultivados em substratos de platina, são úteis para eléctrodos amperométricos onde as pontas abertas oxigenadas ou funcionalizadas de nanotubos são utilizadas para a imobilização de espécies biológicas, enquanto que o substrato de platina fornece a transdução de sinal. Para aumentar a selectividade e a sensibilidade dos biossensores amperométricos, são frequentemente utilizados mediadores artificiais e revestimentos permselectivos na fabricação de biossensores. Os mediadores artificiais são utilizados para transportar electrões entre a enzima e o eléctrodo para permitir o funcionamento com baixos potenciais. Gooding et al. demonstraram que os SWNTs encurtados podem ser alinhados normalmente com um eléctrodo por auto-montagem e actuar como fios moleculares para permitir a comunicação eléctrica entre o eléctrodo subjacente e as proteínas redox ligadas covalentemente às extremidades dos SWNTs. A elevada taxa de transferência de electrões através dos nanotubos para as proteínas redox é claramente demonstrada pela semelhança na constante da taxa de transferência de electrões para MP-11, independentemente da presença ou não de SWNTs.

#### Materiais da interface térmica
As interfaces VANTA são mais condutoras térmicas do que os materiais de interface térmicos convencionais às mesmas temperaturas, porque os fonos propagam-se facilmente ao longo das CNTs altamente condutoras térmicas e, assim, o calor é transportado numa direcção ao longo do alinhamento das CNTs. A distribuição e o alinhamento das cargas de CNT termicamente condutoras são factores importantes para afectar o transporte do fono. Huang et al. demonstraram que um composto termocondutivo mostra um aumento de 0,65W/m/K com uma carga de 0,3wt% de VANTA, enquanto que o aumento da condutividade térmica de um composto com uma carga de 0,3 wt% de CNT dispersos aleatoriamente é inferior a 0,05W/m/K. Tong et al. relataram que as matrizes de CNT podem ser usadas eficazmente como materiais de interface térmica (TIM) devido à sua elevada condutividade, que relatam como ~10^5 W/m^2/K. Os materiais de interface térmica são materiais que podem melhorar a condução térmica em superfícies por terem elevadas condutividades térmicas; é útil ter materiais que possam ser concebidos para se adaptarem a qualquer geometria. Além disso, a geometria dos sistemas VANTA permite a transferência de calor anisotrópico. Ivanov et al. descobriram que a transferência de calor anisotrópica podia ser alcançada com VANTAs: alcançaram difusividades térmicas até 2,10,2 cm^2/s, proporções de anisotropia até 72, e encontraram condutividades térmicas maiores do que as dos materiais utilizados hoje em dia na microelectrónica. As propriedades de transferência de calor dependem fortemente da estrutura do conjunto, pelo que os métodos utilizados para fabricar o produto devem ser uniformes e reprodutíveis para uma utilização generalizada. Defeitos na estrutura podem também perturbar drasticamente as propriedades de transferência de calor do material.

#### Células solares
Matrizes periódicas de nanotubos de carbono (CNTs) alinhadas verticalmente são utilizadas para criar células fotovoltaicas topograficamente melhoradas de captação de luz. Os CNTs formam o contacto posterior do dispositivo e servem como um andaime para apoiar a heterojunção fotoactiva. A epitaxia do feixe molecular é utilizada para depositar CdTe e CdS como materiais do tipo p/n e o depósito assistido por iões é utilizado para depositar um revestimento isolante de óxido de índio e estanho como contacto superior transparente. A foto-corrente produzida "por cm2 de pegada" para o dispositivo baseado em CNT é 63 vezes superior à de um dispositivo de silício de cristal único planar disponível comercialmente.

#### Transístores
VANTAs de SWNTs com geometrias perfeitamente lineares são aplicáveis como transístores de alto desempenho p- e n-canal e portões lógicos unipolares e complementares. As excelentes propriedades dos dispositivos derivam directamente de uma ausência completa, para dentro de incertezas experimentais, de quaisquer defeitos nas matrizes, como definido por tubos ou segmentos de tubos que estão desalinhados ou têm formas não lineares. O grande número de SWNTs permite excelentes características de desempenho ao nível do dispositivo e uma boa uniformidade entre dispositivos, mesmo com SWNTs que são electronicamente heterogéneas. Medidas em transistores de p e n canais que envolvem até cerca de 2.100 SWNTs revelam mobilidades ao nível do dispositivo e transcondutância em escala aproximando-se de cerca de 1.000 cm2 V-1 s-1 e $3.000 S m-1, respectivamente, e com saídas de corrente até cerca de 1 A em dispositivos que utilizam eléctrodos interdigitados.

#### Material baixo-dieléctrico
Os baixos materiais κ com baixas constantes dieléctricas relativas são utilizados como camadas isolantes em circuitos integrados para reduzir a capacitância de acoplamento. A constante dieléctrica relativa das camadas isolantes eléctricas pode ser ainda mais reduzida através da introdução de cavidades nos materiais de baixaκ. Se forem utilizados poros alongados e orientados, é possível reduzir significativamente o valor eficaz κ sem aumentar a proporção do volume da cavidade num dieléctrico. Os CNTs em VANTAs têm uma elevada relação de aspecto e podem ser utilizados para introduzir poros alongados e orientados num dieléctrico de baixaκ para reduzir ainda mais o valor eficaz κ do dieléctrico.

#### Suporte catalisador
O paládio apoiado em nanotubos de carbono multi-muros alinhados verticalmente (Pd/VA-CNTs) é utilizado como catalisador para as reacções de acoplamento C-C do p-iodonitrobenzeno com estireno e acrilato de etilo sob irradiação por microondas. O catalisador Pd/VA-CNTs exibe uma maior actividade em comparação com o Pd suportado em carvão activado, sob as mesmas condições de reacção. Devido à irradiação por micro-ondas, a cinética da reacção é fortemente acelerada em comparação com a obtida com um modo de aquecimento tradicional. A forma macroscópica do suporte CNT alinhado permite uma fácil recuperação do catalisador, evitando processos dispendiosos de separação pós-reacção. Além disso, a interacção entre a fase activa e o suporte leva a uma lixiviação negligenciável do paládio durante os testes de reciclagem. Os resultados observados indicam que os Pd/CNTs são um sistema catalítico heterogéneo reciclável e estável.

#### Célula de combustível
As células de combustível são constituídas por três segmentos ensanduichados: um ânodo, um electrólito e um cátodo, numa célula de reacção onde a electricidade é produzida no interior das células de combustível através das reacções entre um combustível externo e um oxidante na presença de um electrólito. O ânodo hospeda um catalisador que oxida o combustível, transformando o combustível em iões com carga positiva e electrões com carga negativa. Este combustível é tipicamente hidrogénio, hidrocarbonetos, e álcoois. O electrólito bloqueia o transporte de electrões enquanto conduz iões. Os iões que viajam através do electrólito são re-unidos no catódico com os electrões a passar por uma carga durante uma reacção com um oxidante para produzir água ou dióxido de carbono. Os suportes anódicos ideais para a deposição de nanopartículas catalíticas são materiais condutores porosos para maximizar a actividade electrocatalítica. Os VANTAs são portanto materiais ideais devido à sua alta condutividade intrínseca, elevada área de superfície e estabilidade na maioria dos electrólitos de células de combustível. Um catalisador típico depositado nos ânodos de VANTA é a platina, que pode ser electrodepositada nas CNTs individuais da VANTA. A actividade electrocatalítica no ânodo é óptima quando as partículas de Pt estão uniformemente dispersas dentro da VANTA.
Gong et al. relataram que VANTAs dopado com nitrogénio pode actuar como um eléctrodo sem metal com uma actividade electrocatalítica muito melhor, estabilidade de operação a longo prazo, e tolerância ao efeito de crossover do que a platina para redução de oxigénio em células combustíveis alcalinas. No hidróxido de potássio 0,1 molar saturado com ar, foi observado um potencial de saída em estado estável de -80 milivolts e uma densidade de corrente de 4,1 miliamperes por centímetro quadrado a -0,22 volts, em comparação com -85 milivolts e 1,1 miliamperes por centímetro quadrado a -0,20 volts para um eléctrodo de platina-carbono. A incorporação de átomos de azoto que aceitam electrões no plano de carbono do nanotubo conjugado parece conferir uma densidade de carga positiva relativamente elevada nos átomos de carbono adjacentes. Este efeito, aliado ao alinhamento dos CNTs com azoto, proporciona uma via de quatro eléctrodos para as reacções de redução de oxigénio em VANTAs com um desempenho soberbo.

#### Supercapacitores
Tal como os condensadores comuns, os supercapacitores VANTA e os actuadores electromecânicos compreendem tipicamente dois eléctrodos separados por um material isolante electrónico, que é ionicamente condutor em dispositivos electroquímicos. A capacidade de um condensador de folha planar normal depende inversamente da separação inter-electrodo. Em contraste, a capacidade de um dispositivo electroquímico depende da separação entre a carga no eléctrodo e a contra-carga no electrólito. Como esta separação é cerca de um nanómetro para CNTs nos eléctrodos VANTA, em comparação com os micrómetros ou separações maiores nos condensadores dieléctricos comuns, as capacidades muito grandes resultam da elevada área de superfície de CNT acessível ao electrólito. Estas capacitâncias (normalmente 15 - 200 F/g, dependendo da área de superfície da matriz de nanotubos) resultam em grandes quantidades de injecção de carga quando apenas alguns volts são aplicados.
Futaba et al. relataram uma técnica para formar super-capacitores a partir de uma VANTA aplainada por estabilização dos CNTs erectos, molhando-os com um líquido. A capacidade do EDLC sólido SWNT foi estimada em 20 F g-1 a partir das curvas de descarga das células carregadas a 2,5V para uma célula de dois eléctrodos, e corresponde a 80 F g-1 para uma célula de três eléctrodos. A densidade de energia (W = CV2/2) foi estimada em 69,4 W h kg-1 (de 80 F g-1) quando normalizada para o peso de um único eléctrodo.
Em Pitkänen et al., o armazenamento de energia em chip é demonstrado utilizando arquitecturas de nanotubos de carbono verticais altamente alinhados que actuam como supercapacitores, capazes de fornecer grandes capacitâncias de dispositivos. A eficiência destas estruturas é ainda aumentada pela incorporação de nanopartículas electroquimicamente activas, tais como MnOx, para formar arquitecturas pseudocapacitivas, aumentando assim a capacidade específica de cada área para 37 mF/cm2.

##### Baterias
Ao contrário dos ultracapacitores em que o solvente do electrólito não está envolvido no mecanismo de armazenamento de carga, o solvente do electrólito contribui para a interfase do electrólito sólido em baterias. As baterias de iões de lítio consistem geralmente num ânodo de carbono activo, um cátodo de óxido de lítio-cobalto, e um electrólito orgânico. A fim de obter um melhor desempenho dos eléctrodos do que as redes de CNTs e compostos CNT aleatórios, as VANTAs são utilizadas para proporcionar um melhor transporte de electrões e uma maior área de superfície.
Os materiais nanoestruturados estão a ganhar maior atenção devido ao seu potencial para mitigar as limitações dos eléctrodos de corrente. No entanto, é possível utilizar nanotubos de carbono de múltiplas paredes alinhadas verticalmente (VA-MWNTs) como material activo do eléctrodo em baterias de iões de lítio. Com correntes específicas baixas, estes VA-MWNT têm demonstrado elevadas capacidades específicas reversíveis (até 782 mAh g-1 a 57 mA g-1). Este valor é o dobro do máximo teórico para a grafite e dez vezes mais do que o seu equivalente não-alinhado. Curiosamente, a taxas de descarga muito elevadas, os eléctrodos VA-MWNT mantêm uma capacidade específica moderada devido à sua natureza alinhada (166 mAh g-1 a 26 A g-1). Estes resultados sugerem que os VA-MWNT são bons candidatos a eléctrodos de bateria de iões de lítio que requerem uma capacidade e capacidade de alta taxa.

## Potencial futuro
Devido à alta resistência à tracção e à grande relação de aspecto dos nanotubos de carbono, os VANTAs são um material potencial para o conceito de Elevador Espacial.

#### Substituição de silício em transístores da próxima geração
Os nanotubos de carbono têm uma mobilidade portadora muito superior à do silício e, portanto, podem ser muito mais rápidos e mais eficientes em termos energéticos quando utilizados na electrónica como substituto do silício.

##### Desafios que obstruem a comercialização
Há três questões principais que impedem a comercialização de tecnologia baseada em nanotubos de carbono em larga escala: Separar os nanotubos metálicos e semicondutores, alta resistência de junção devido à área de contacto muito pequena, e colocar os nanotubos exactamente (resolução nanométrica) onde eles precisam de ir no circuito. Tem havido um grande trabalho na redução da resistência de contacto em dispositivos de nanotubos de carbono. Os investigadores da UC Berkeley descobriram que a adição de uma camada interfacial de grafite durante a síntese diminuiu a resistência de junção. Investigadores da IBM Watson também fixaram andaimes químicos no ponto de contacto de base do nanotubo, com um efeito semelhante.